# Harald Deilmann

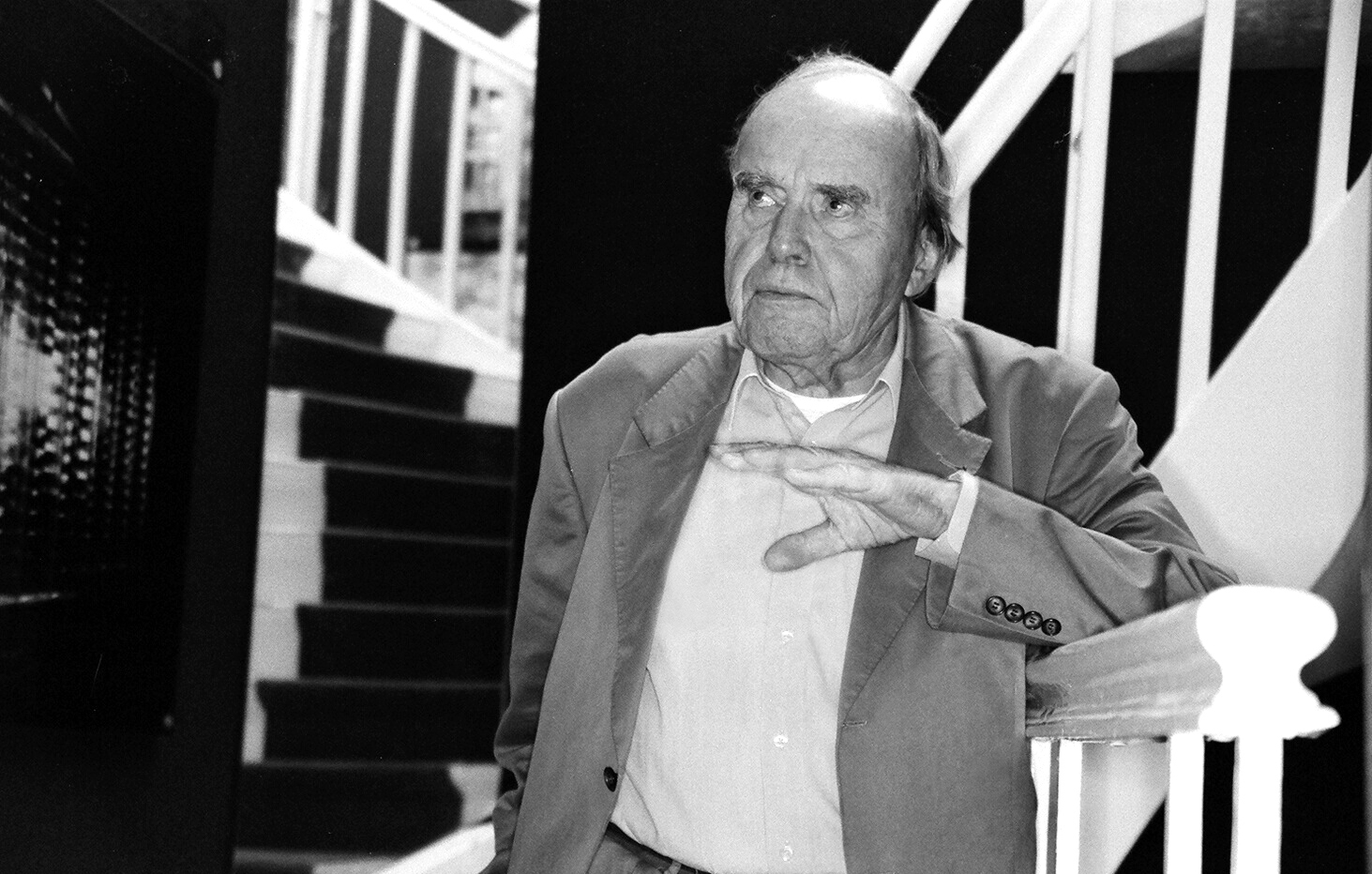
Harald Deilmann – Porträt 2005

Harald Deilmann (* 30. August 1920 in Gladbeck; † 1. Januar 2008 in Münster) war ein deutscher Architekt, Hochschullehrer und Autor.

## Leben und Werk
In Gladbeck geboren, wechselte Deilmann bereits in der Jugend nach Münster und erhielt 1938 an der Johann Konrad-Schlaun Oberrealschule in Münster sein Reifezeugnis. Nach anschließendem Arbeitsdienst nahm er im Zweiten Weltkrieg als Panzergrenadier am Überfall auf Polen, am Westfeldzug und am Krieg in Russland teil, anschließend wurde er als Offizier nach Afrika versetzt, wo er 1943 in Kriegsgefangenschaft geriet und schließlich in verschiedenen Lagern (Camp Concordia / Kansas und Camp Trinidad / Colorado) in den USA interniert wurde. In einer Lagerakademie konnte er ab 1943 ein Architekturstudium beginnen. Nach seiner Entlassung und Rückkehr nach Deutschland im Februar 1946 setzte er das Architekturstudium an der Technischen Hochschule Stuttgart im Sommer 1946 fort und schloss es 1948 mit dem Diplom bei Rolf Gutbrod ab. In den Jahren 1949–1951 war Harald Deilmann wissenschaftlicher Assistent von Günter Wilhelm an der Technischen Hochschule Stuttgart.
Erste Bauten und Projekte entstanden zusammen mit Günter Wilhelm und Rolf Gutbrod in der Region Stuttgart. In Sozietät mit Heinrich Bartmann realisierte er im Zeitraum 1951 bis 1953 auch im heimatlichen Münster frühe Bauten. Von 1952 bis 1955 gehörte Deilmann mit Ortwin Rave und Werner Ruhnau dem Architektenteam Münster um Max von Hausen an, das 1956 mit dem Neubau des Theaters Münster internationale Anerkennung fand. Von 1955 bis 2005 führte er sein eigenes Büro in Münster.
Zahlreiche Kliniken, Kirchen und Kapellen, Schulen und Institute, Rathäuser und Bürobauten sowie Wohngebäude folgten. Von Münster aus wirkte sein Büro zunehmend bundesweit und international. Büroniederlassungen gab es zeitweise in Stuttgart, Düsseldorf, Dortmund und Potsdam. Das Werkverzeichnis umfasst rund 1.700 Projekte, sein Büro nahm an über 700 Wettbewerben teil. Er erhielt über 150 Auszeichnungen, darunter 70 erste Preise.
Neben seiner Bürotätigkeit wirkte Deilmann auch als Hochschullehrer. Im Jahr 1963 wurde er auf den Lehrstuhl für Gebäudelehre und Entwerfen der Technischen Hochschule Stuttgart berufen. Von 1964 bis 1969 war er Gründungsdirektor des Instituts für Gebäudekunde und 1966 Leiter der Architekturabteilung. 1968 wechselte er an die Universität Dortmund, deren Abteilungen Raumplanung und Bauwesen er mitbegründete. 1974 übernahm er den Lehrstuhl für Bauplanung und Städtebau, Abteilung Bauwesen, der Universität Dortmund und war 1975 ihr Dekan. Mit dem Ingenieur Stefan Polónyi begründete er dort das Dortmunder Modell Bauwesen, ein in Deutschland einzigartiges gemeinsames Ausbildungskonzept für Architektur und Bauingenieurwesen der TU Dortmund.
Nach seiner Emeritierung 1985 verstärkte Deilmann seine freiberuflichen Aktivitäten. Deilmann betätigte sich auch als Preisrichter, Kunstförderer und Autor.
Deilmann war verheiratet mit Elsbeth Deilmann (geb. Schole). Aus der Ehe gingen die Söhne Thomas (1950) und Andreas (1951), beide ebenfalls als selbstständige Architekten in Düsseldorf sowie Münster tätig, und die Tochter Cordula (1954) hervor.
Harald Deilmann zählt zu den bedeutenden Architekten der Nachkriegsmoderne in Deutschland. Sein Nachlass liegt im Baukunstarchiv NRW in Dortmund. Zu seinem 100. Geburtstag erarbeiteten das Baukunstarchiv NRW und Baukultur Nordrhein-Westfalen zusammen mit der TU Dortmund die Ausstellung "Harald Deilmann – Lebendige Architektur", die im Baukunstarchiv NRW in Dortmund (2021) sowie im LWL-Landeshaus in Münster (2022) zu sehen war. In der Schriftenreihe des Baukunstarchivs NRW ist ein gleichnamiger Ausstellungskatalog erschienen.

## Ehrungen und Auszeichnungen
- 1962: Großer Kunstpreis des Landes Nordrhein-Westfalen für Baukunst
- 1967 bis 1993: Mitglied der Akademie der Künste, Berlin (West), Sektion Baukunst; ab 1993 Mitglied der Akademie der Künste, Berlin, Sektion Baukunst.
- 1968: Aufnahme in die Akademie für Städtebau und Landesplanung NRW, HannoverTheater Münster (1956), Architektenteam Münster (Max von Hausen, Ortwin Rave, Werner Ruhnau, Harald Deilmann bis 1955)Zentrale der WestLB in Düsseldorf

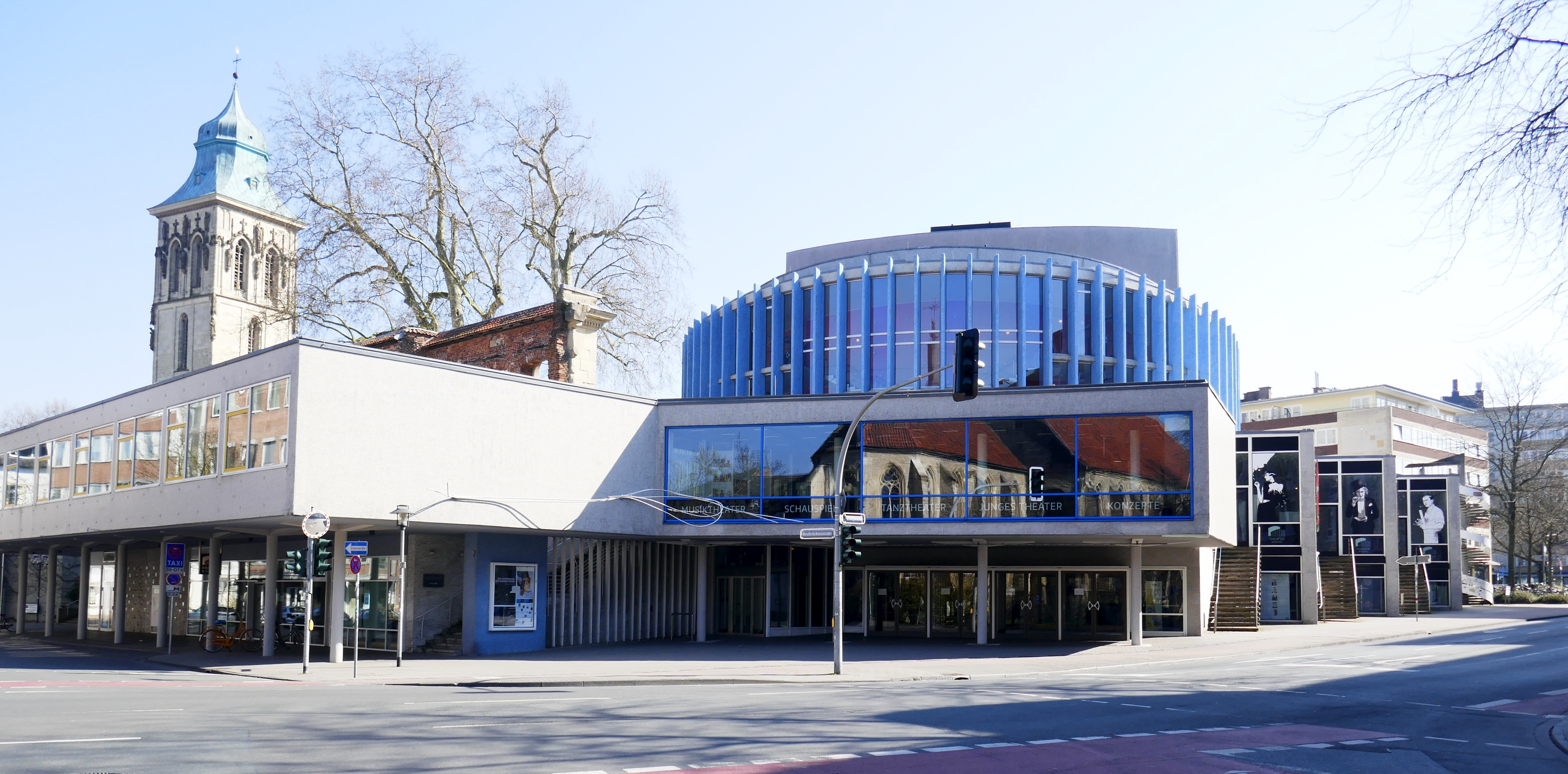
Theater Münster (1956), Architektenteam Münster (Max von Hausen, Ortwin Rave, Werner Ruhnau, Harald Deilmann bis 1955)

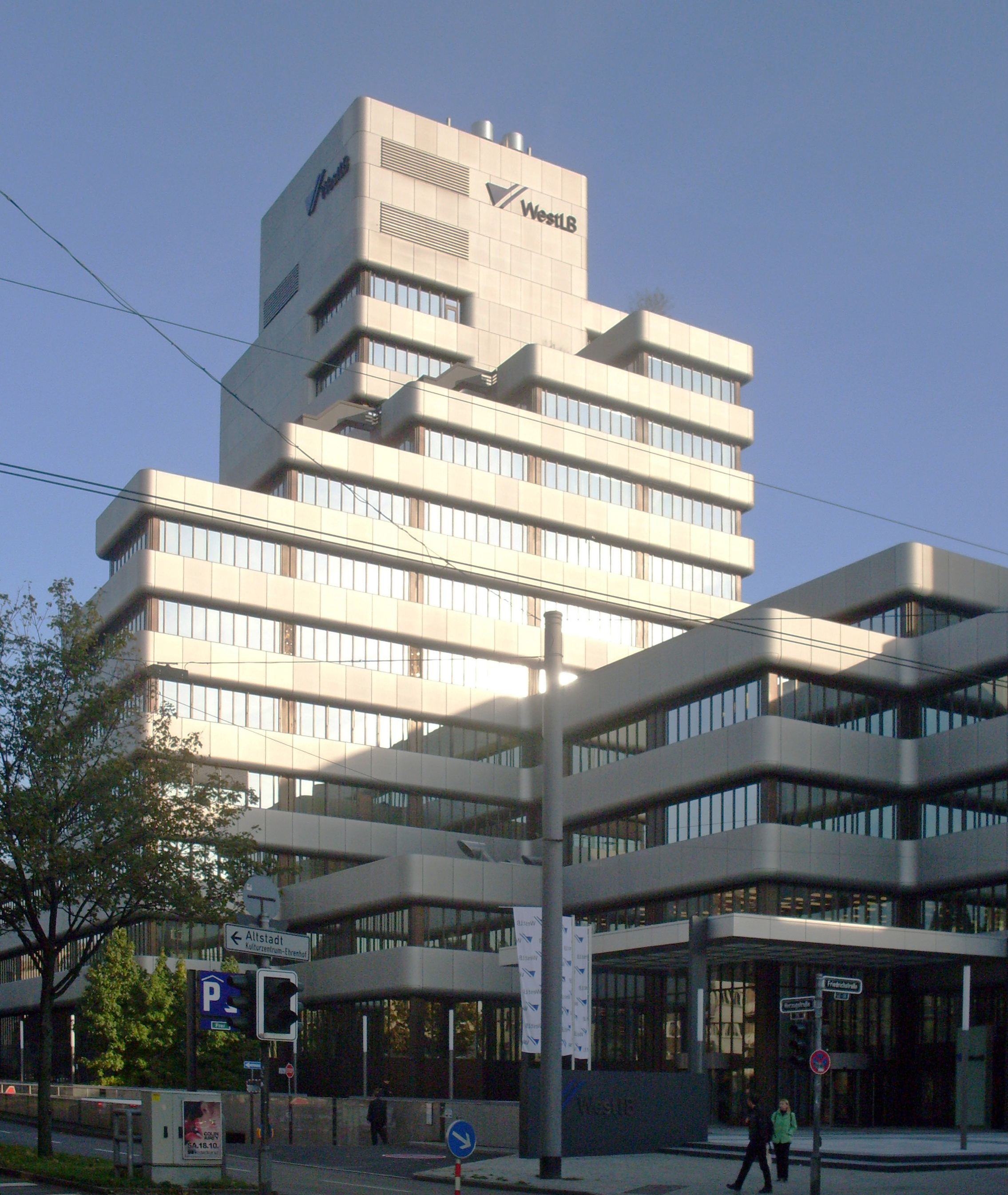
Zentrale der WestLB in Düsseldorf

- 1970: Verdienstkreuz 1. Klasse des Verdienstordens der Bundesrepublik Deutschland
- 1976: Großes Verdienstkreuz des Verdienstordens der Bundesrepublik Deutschland
- 1992: Paulus-Plakette, Stadt Münster
- 1998: Ritterkreuz der Ordens der Weißen Rose, Helsinki
- Mehrfache Auszeichnung mit BDA-Preisen

## Bauten und Projekte (Auswahl)

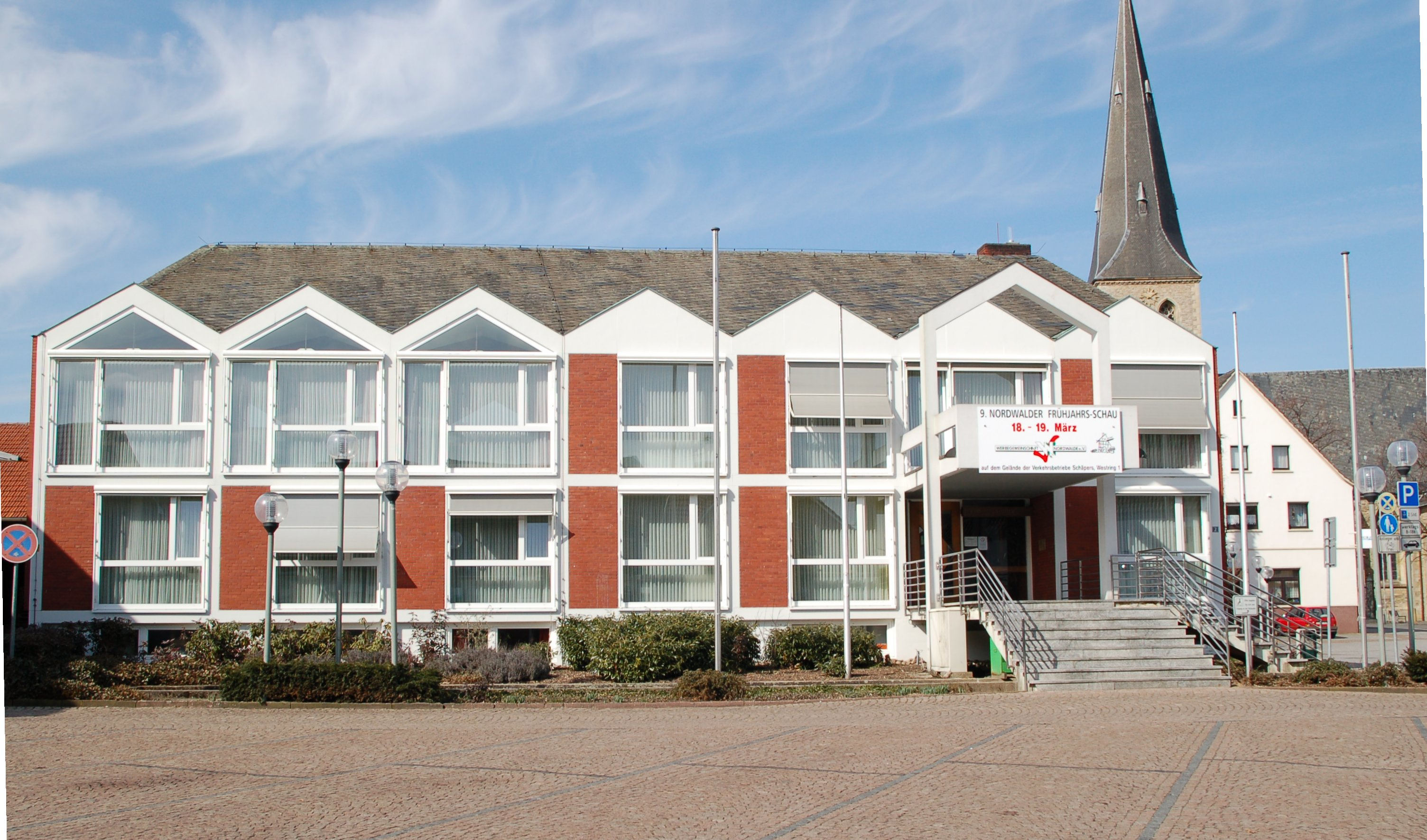
Rathaus Nordwalde

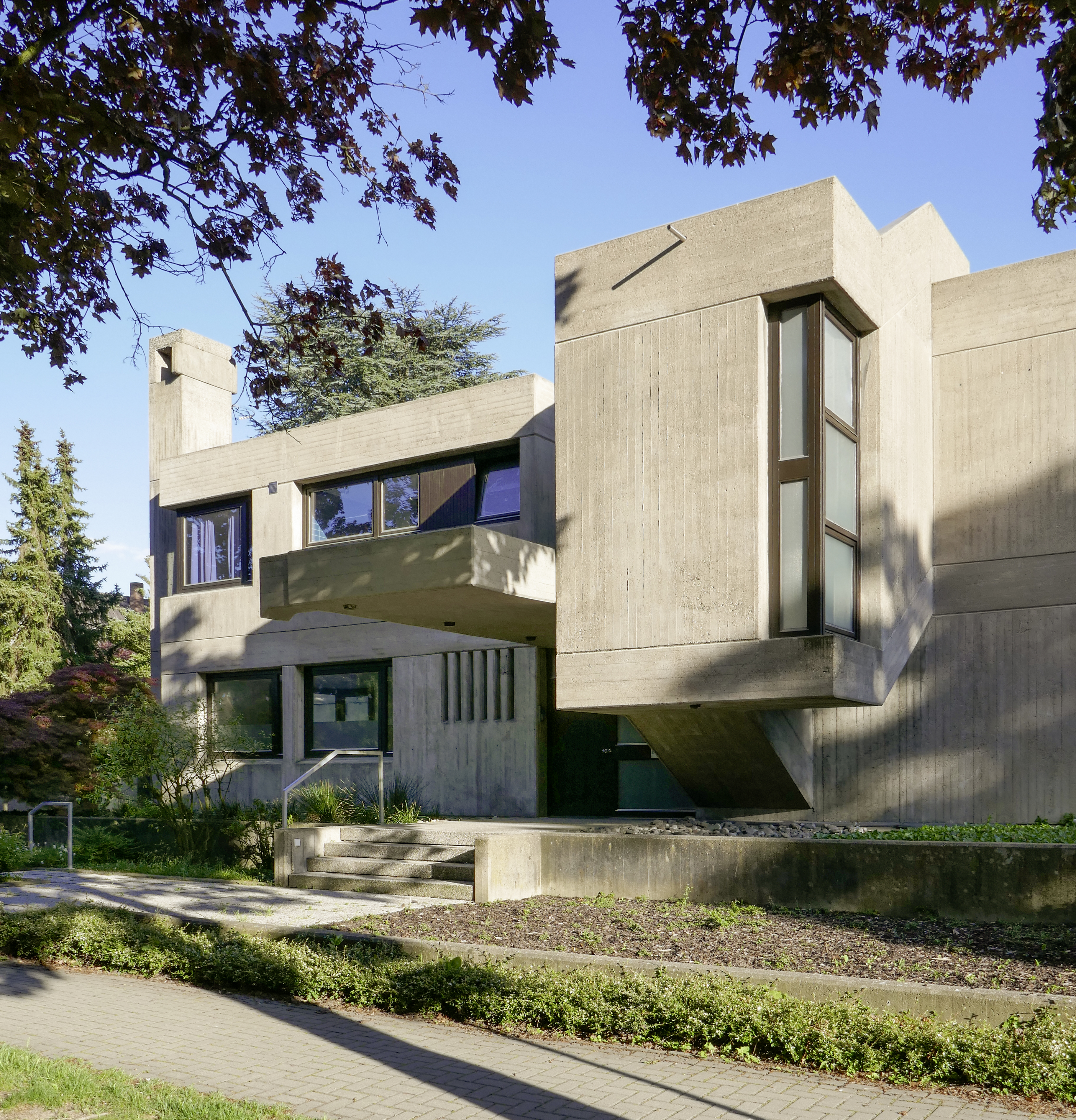
Wohnhaus Steimann Ahlen

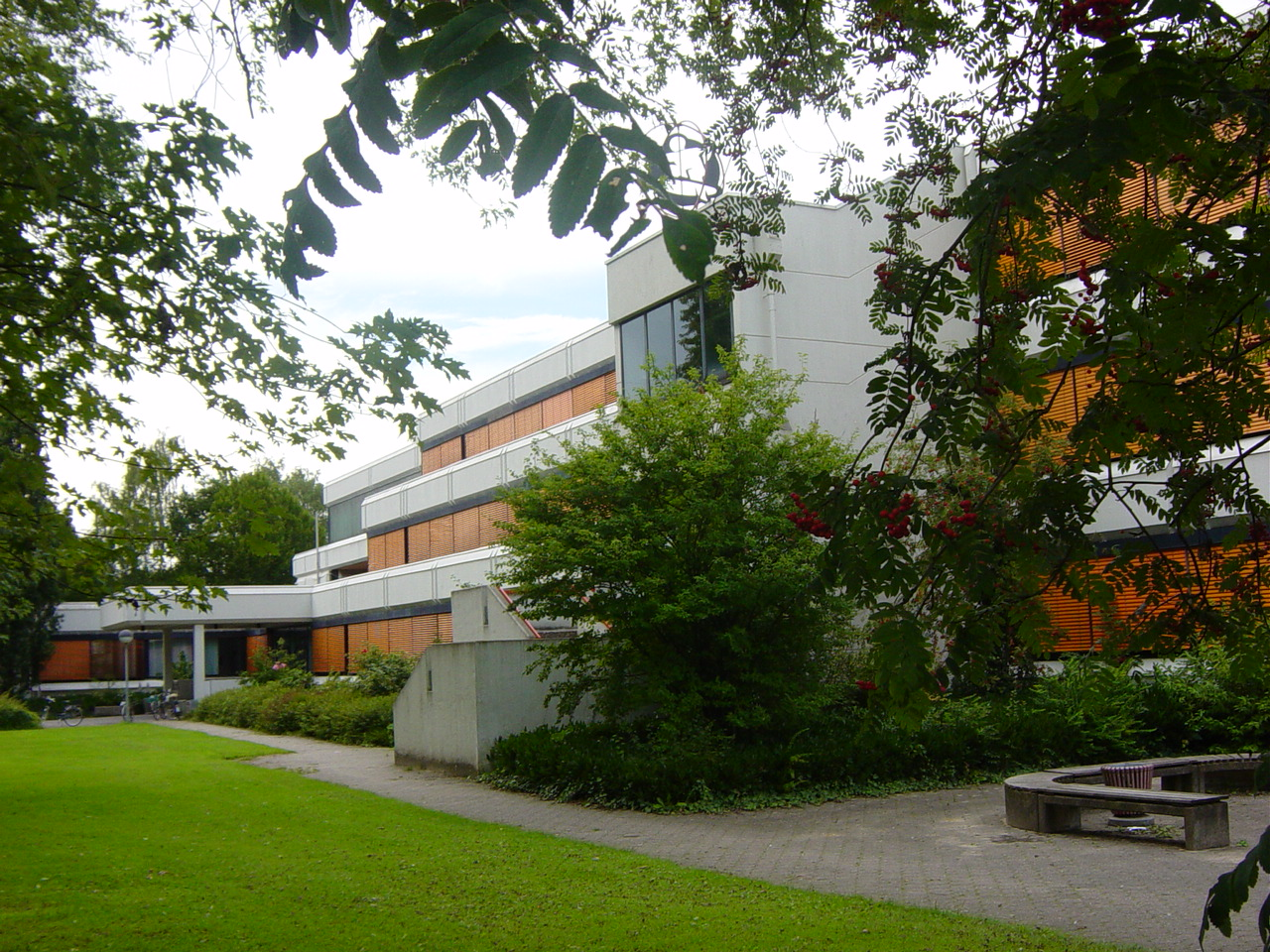
Gymnasium Laurentianum Warendorf

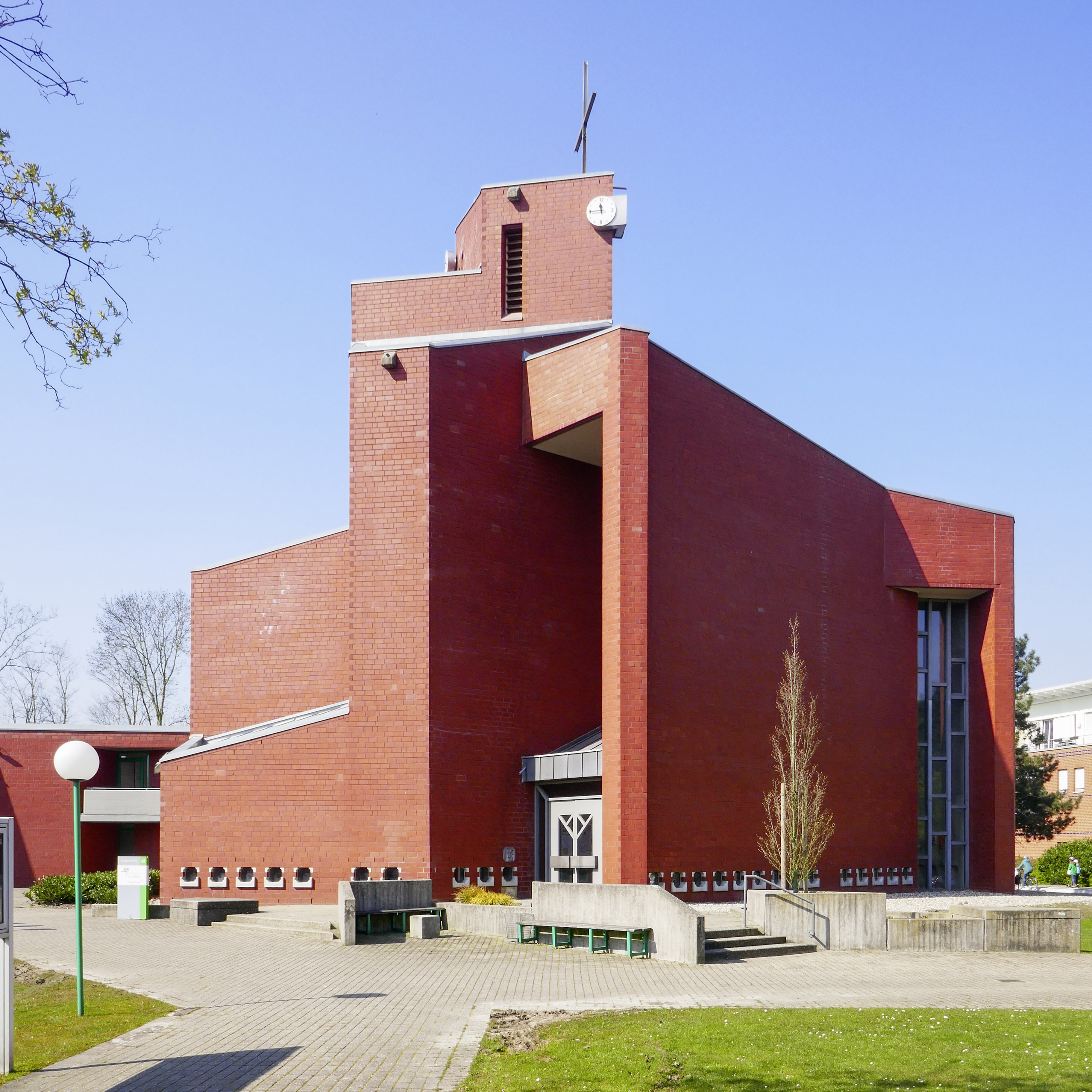
St. Anna Münster

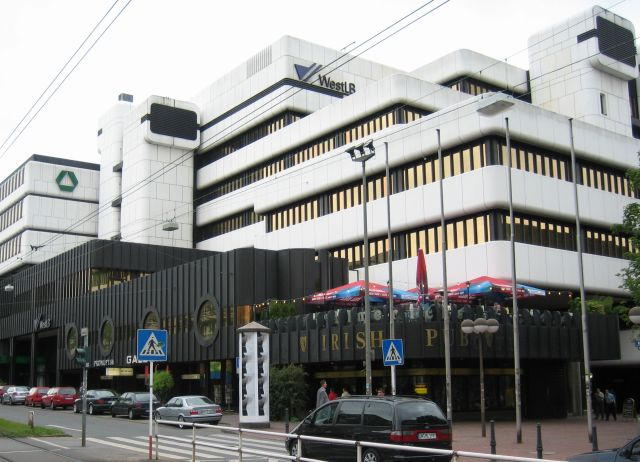
WestLB Dortmund

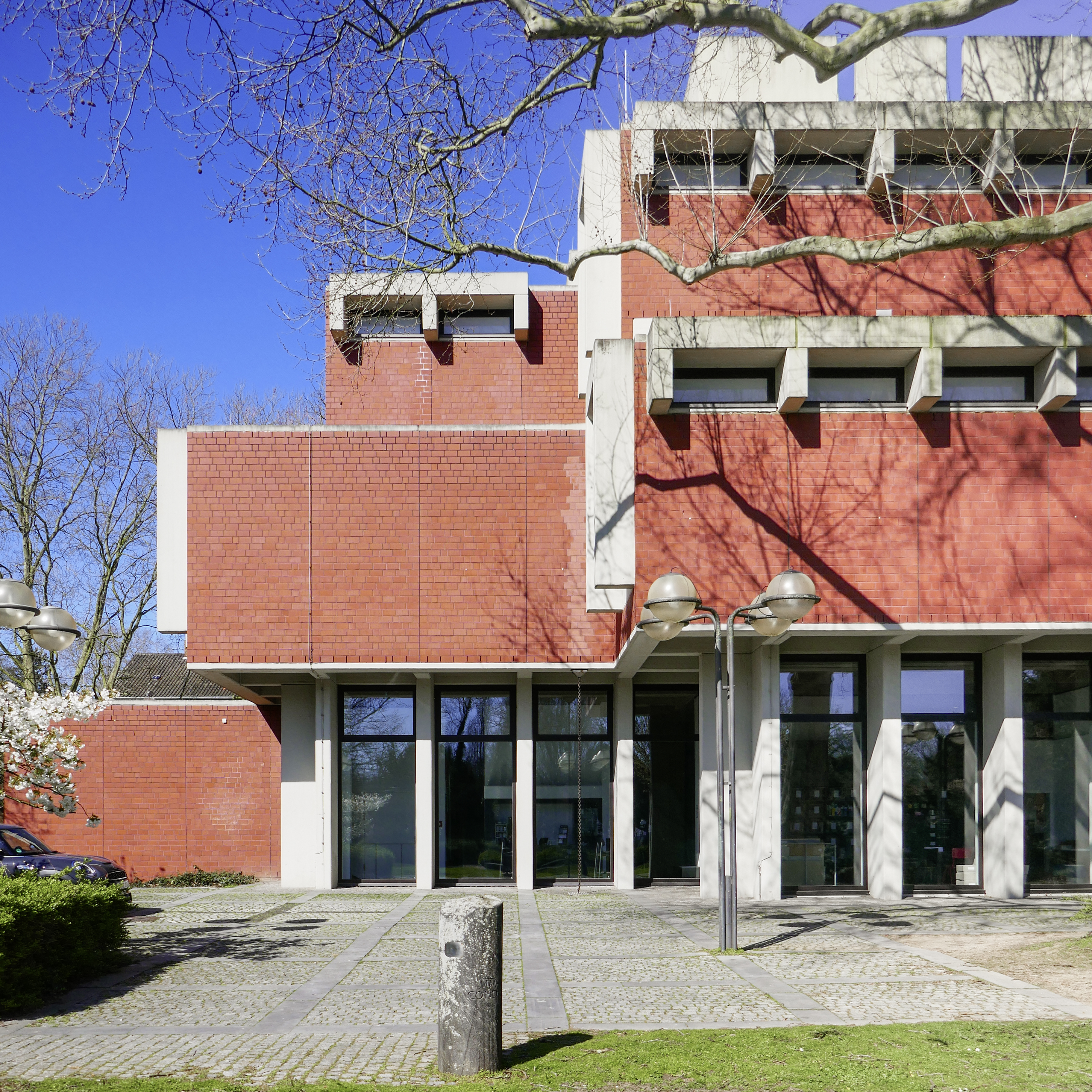
Clemens-Sels-Museum Neuss

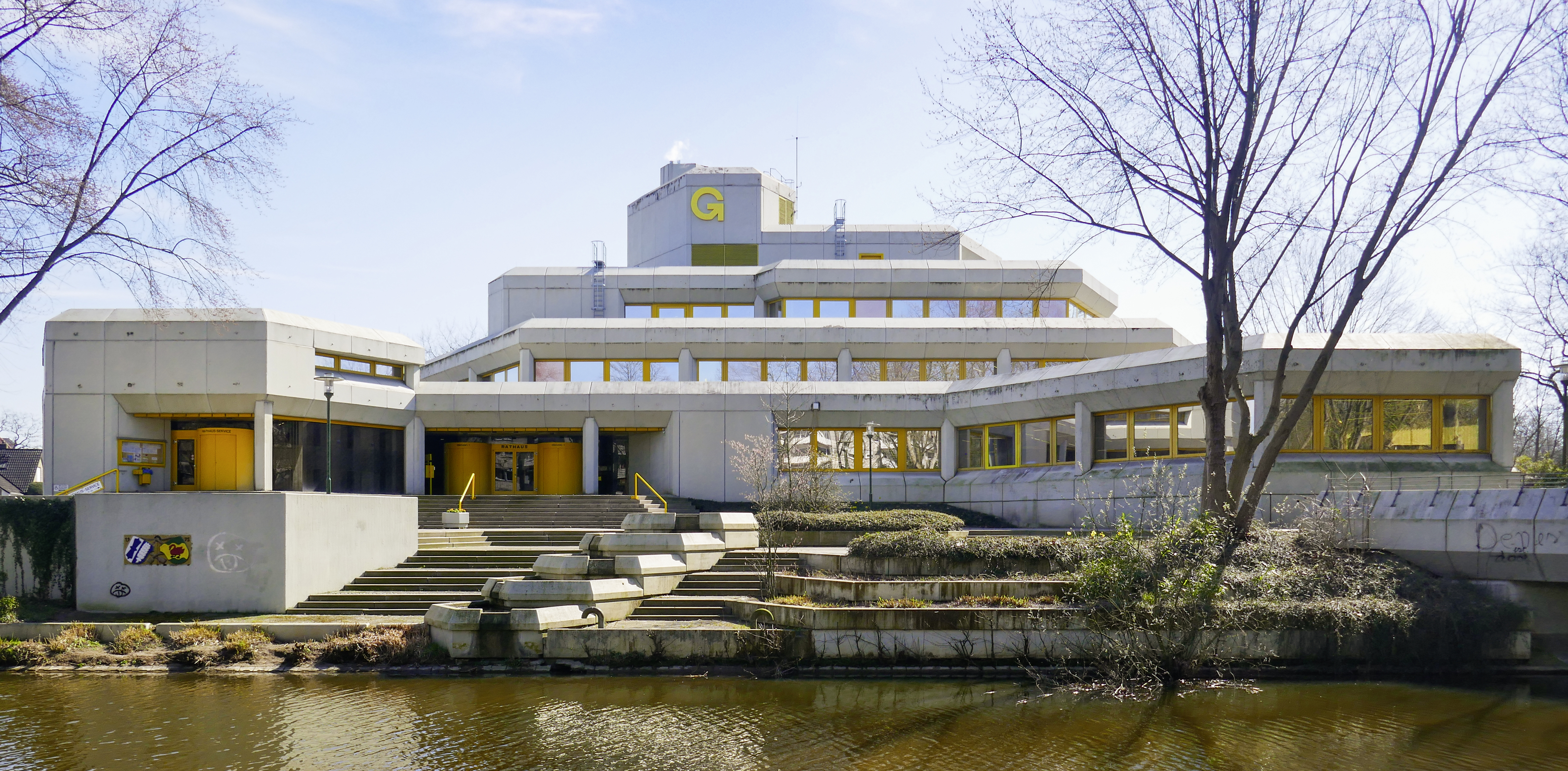
Rathaus Gronau

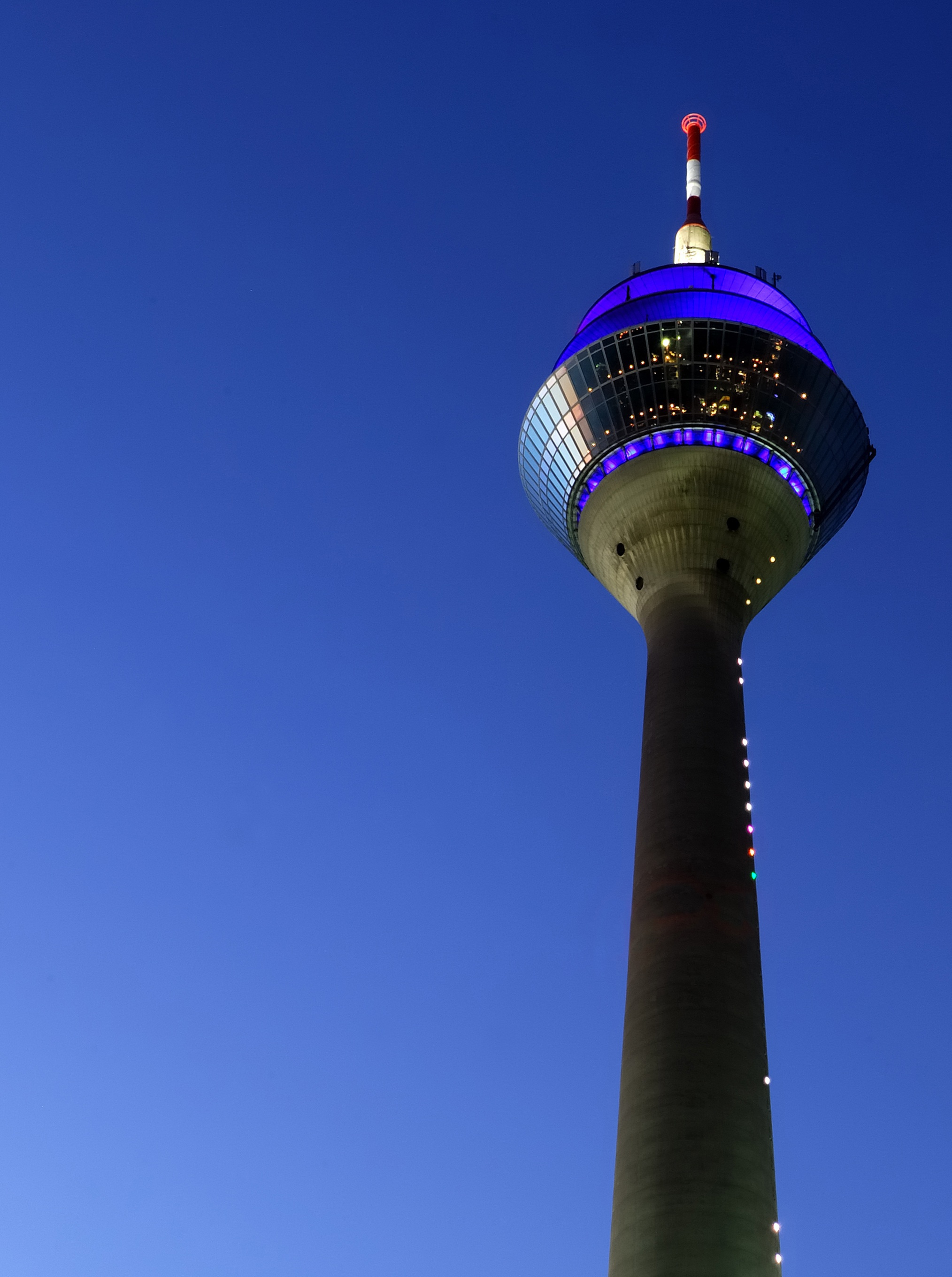
Rheinturm Duesseldorf

### Städtebau
- 1962: Theatervorplatz in Gelsenkirchen, Wettbewerb 2. Preis (Projekt)
- 1965: Sanierung Innenstadt in Moers, Gutachten
- 1967: Sanierung Altstadt in Lemgo, Gutachten
- 1981–1986: Bertha-von-Suttner-Platz in Düsseldorf
- 2000: San Lorenzo in Rom, Wettbewerb 1. Preis (Projekt)

### Wohnbauten
- 1955: Wohnhaus Bövingloh in Münster-Hiltrup[2]
- 1955: Wohnhaus Dr. Thürmann in Münster[2]
- 1955: Wohnhaus Lübbert in Großdornberg[2]
- 1955: Wohnhaus Graf in Münster-St. Mauritz[2]
- 1956: Wohnhaus Worms in Münster[2]
- 1956: Wohnhaus Dr. Terdenge in Münster[2]
- 1956: Wohnhaus Herding in Bocholt[2]
- 1956: Wohnhaus Deilmann in Münster[3] ⊙
- 1957: Wohnhaus Görtz in Münster[2]
- 1957: Mietwohnhaus Bortolussi in Münster[2]
- 1958: Wohnhaus Hauss in Münster[2]
- 1958: Wohnhaus Prof. Franz in Münster[2]
- 1959: Atelierhaus Wischebrink in Ochtrup[2]
- 1959: Wohnhaus Nacken in Wolfsburg[2]
- 1960: Wohnhaus Hellermann in Münster[2]
- 1960: Wohnhaus Schnermann in Münster[2]
- 1960: Wohnhaus Dr. Schroer in Münster[2]
- 1960: Wohnhaus Dr. Eichler in Münster[2]
- 1960: Wohnhaus Stadtbäumer in Münster[2]
- 1960: Wohnhaus Wartmann in Münster-Nienberge[4]
- 1960–1962: Wohnhaus Naumann in Münster
- 1961: Mehrfamilienwohnhäuser H-K in Münster ⊙
- 1961: Wohnhaus Geisdörfer in Münster[2]
- 1961: Pfarrhaus in Münster-Gievenbeck[2]
- 1961: Wohnhaus von den Benken in Münster-St. Mauritz[2]
- 1961: Haus Nolte in Münster-Wolbeck[2]
- 1961: Refugium Prof. Pieper in Münster[2]
- 1961: Wohnhaus von Kleinsorgen in Münster-St. Mauritz[2]
- 1961: Wohnhaus Dr. Rogge in Münster[2]
- 1961: Wohnhaus Dr. Holtmann in Münster[2]
- 1961: Wohnhaus Dr. Vering in Münster[2]
- 1962: Wohnhaus Dr. Fechtrup in Münster[2]
- 1962: Wohnhaus Brinkmann in Nordkirchen[2]
- 1963: Wohnhaus Bierbaum in Borken[2]
- 1963: Wohnhaus Dr. Holtermann in Einen[2]
- 1963: Wohnhaus Voss in Wipperfürth[2]
- 1965–1967: Wohnhaus Steimann in Ahlen (Baudenkmal)[2] ⊙
- 1973: Flexibles Wohnen in Dortmund
- 1985: IBA Block 234 in Berlin ⊙
- Villa für den Bankier Ludwig Poullain am Aasee in Münster (Baudenkmal)[5] ⊙

### Bildungsbauten
- 1950: Volksschule in Esslingen-Wäldenbronn, Wettbewerb 1. Preis (mit Günter Wilhelm)
- 1961–1964: Realschule in Dorsten
- 1961–1968: Metallberufsschule in Gelsenkirchen⊙
- 1962: Sonderschule Haus Hall in Gescher ⊙
- 1964–1969: Realschule in Lemgo (Baudenkmal) ⊙
- 1964–1970: John-F.-Kennedy-Schule in Berlin ⊙
- 1965: Maria-Montessori-Schule in Köln, Wettbewerb 3. Preis (Projekt)
- 1967–1973: Gymnasium in Altlünen ⊙
- 1972–1974: Gymnasium Laurentianum in Warendorf ⊙
- 1974–1981: Schulzentrum Kinderhaus in Münster (Baudenkmal) ⊙

### Sozialbauten
- 1960–1965: Collegium Heerde in Münster ⊙
- 1961: Kindergarten "Heilig Kreuz" in Stromberg[6] ⊙
- 1964–1969: SOS-Kinderdorf in Materborn

### Gesundheitsbauten
- 1953–1957: Kurklinik in Bad Salzuflen
- 1957–1961: Aggertalklinik in Engelskirchen ⊙
- 1960–1966: Sanatorium Rosenberg in Bad Driburg ⊙
- 1962–1966: Städtisches Krankenhaus in Siegburg ⊙

### Kulturbauten
- 1952–1956: Stadttheater in Münster (im Architektenteam Münster mit Max C. von Hausen, Ortwin Rave, Werner Ruhnau) (Baudenkmal) ⊙
- 1962: Konzerthaus in Bochum, Wettbewerb 1. Preis (Projekt)
- 1965–1969: Herz-Jesu-Kirche in Bad Homburg vor der Höhe ⊙
- 1965–1970: St. Michael-Kirche in Münster ⊙
- 1966–1972: St. Anna-Kirche in Münster (Baudenkmal) ⊙
- 1967: Schwimmendes Kulturzentrum in Zürich (Projekt)
- 1971–1975: Clemens-Sels-Museum in Neuss (Baudenkmal) ⊙
- 1983: Opéra Bastille in Paris, Wettbewerb 3. Rang (Projekt)
- 1981–1988: Aalto-Theater in Essen (nach Alvar Aalto)
- 1986–1997: Nationaltheater in Tokio (mit Takanak Comuten)

### Öffentliche Bauten
- 1957/58: Rathaus in Nordwalde (Abriss 2021)
- 1960–1963: Kreishaus (heute: Stadthaus 2) in Münster
- 1964: Rathaus in Leverkusen, Wettbewerb ein 1. Preis (Projekt)
- 1965: Deutsche Botschaft am Heiligen Stuhl in Rom (Projekt)
- 1969–1974: Rathaus in Rheda-Wiedenbrück ⊙
- 1969–1976: Rathaus in Gronau (Westf.) (Baudenkmal) ⊙
- 1974–1978: Rathauserweiterung in Minden (Baudenkmal) ⊙
- 1975–1980: Rathaus in Montabaur ⊙
- 1978–1982: Rheinturm in Düsseldorf ⊙

### Bürobauten
- 1958–1960: Verwaltung NordwestLotto (heute: WestLotto) in Münster ⊙
- 1962–1965: Deutsche Bank in Münster (Abriss 2010)
- 1966: Verwaltungsgebäude Wohnbauförderungsanstalt in Düsseldorf (Projekt)
- 1967/68: Volkswohlbund am Roggenmarkt (Fassade) in Münster ⊙
- 1968–1973: Verwaltung Volkswohlbund in Dortmund (Abriss 2008)
- 1967–1975: Westdeutsche Landesbank (heute: Westdeutsche Landesbausparkasse, LBS West) in Münster
- 1971–1978: Hauptverwaltung LVA Rheinprovinz in Düsseldorf ⊙
- 1974–1978: Westdeutsche Landesbank (heute: DOC) in Dortmund (Baudenkmal) ⊙
- 1976–1978: Westdeutsche Landesbank in Luxemburg
- 1974–1982: Westdeutsche Landesbank Girozentrale (WestLB) (Westdeutsche Landesbank, heute: Icon) in Düsseldorf ⊙

### Freizeitbauten
- 1968–1974: Allwetterzoo in Münster (mit Günther Grzimek) ⊙
- 1974–1976: Spielbank im Neuen Kurhaus in Aachen (Innenausbau nicht erhalten)
- 1977–1980: Spielbank in Bremen (Innenausbau nicht erhalten)
- 1978–1980: Spielbank im Kurhaus in Bad Oeynhausen (Innenausbau nicht erhalten)
- 1981–1985: Spielbank Hohensyburg in Dortmund ⊙

### Zusammenarbeit mit Künstlern
Deilmann arbeitete ab 1955 bei seinen öffentlichen Bauten vielfach mit zeitgenössischen Künstlern zusammen. In gemeinsamer Arbeit entstanden oftmals raumbezogene Projekte. Zu den Künstlern zählen u. a. Yaacov Agam, Max Bill, Victor Bonato, Hede Bühl, James Collins, Karl Ehlers, Karl Gerstner, Friedrich Gräsel, Bernhard Heiliger, Ernst Hermanns, Hans Kleyer, Fritz Koenig, Norbert Kricke, Ferdinand Kriwet, Karolus Lodenkemper, Bernhard Lüthi, Adolf Luther, Heinz Mack, Henry Moore, Peter Paul, Georg Karl Pfahler, George Rickey, Rodney Ripps, Lothar Schall, Nicolas Schöffer, Kenneth Snelson, Kurt Sohns, Jesús Rafael Soto, Douglas Swan, Günter Tollmann, Günther Uecker, Bernd Völkle, Otto Wesendonck. 1985 gab die Ausstellung "Harald Deilmann – Architektur und Kunst. Kunst und Architektur" in der Düsseldorfer Galerie Denise René / Hans Mayer eine erste Übersicht.

### Schriften
- Wohnungsbau. Karl Krämer Verlag, Stuttgart 1973, ISBN 3-7828-0608-5.
- Wohnbereiche Wohnquartiere. Karl Krämer Verlag, Stuttgart 1977, ISBN 3-7828-0611-5.
- Bank-, Sparkassen- und Versicherungsbauten. Karl Krämer Verlag, Stuttgart 1978, ISBN 3-7828-1105-4.
- Gebäude für die öffentliche Verwaltung. Verlagsanstalt Alexander Koch, Darmstadt 1979, ISBN 3-87422-566-6.
- Wohnort Stadt. Living in cities. Karl Krämer Verlag, Stuttgart 1987, ISBN 3-7828-0615-8.